# Saint-Jean-le-Centenier

Saint-Jean-le-Centenier este o comună în departamentul Ardèche din sud-estul Franței. În 1 ianuarie 2022 avea o populație de 868 de locuitori.